# Serrasalminae
Los serrasalminos (Serrasalminae) son una subfamilia de peces de la familia Serrasalmidae. La mayoría de las especies de esta subfamilia son conocidas como pirañas y viven en ríos de aguas templado-cálidas y cálidas de América, con mayor abundancia en la Amazonia.

## Géneros
Se indican los 6 géneros de la subfamilia, con sus nombres comunes:
- Catoprion Müller & Troschel, 1844 caribe
- Metynnis Cope, 1878 moneda, dólar
- Pygocentrus Müller & Troschel 1844 piraña[1]
- Prosomyleus Géry 1972
- Pygopristis Müller & Troschel 1844
- Serrasalmus Lacepède 1803 (incluye Pristobrycon Eigenmann 1915) piraña[2][3]

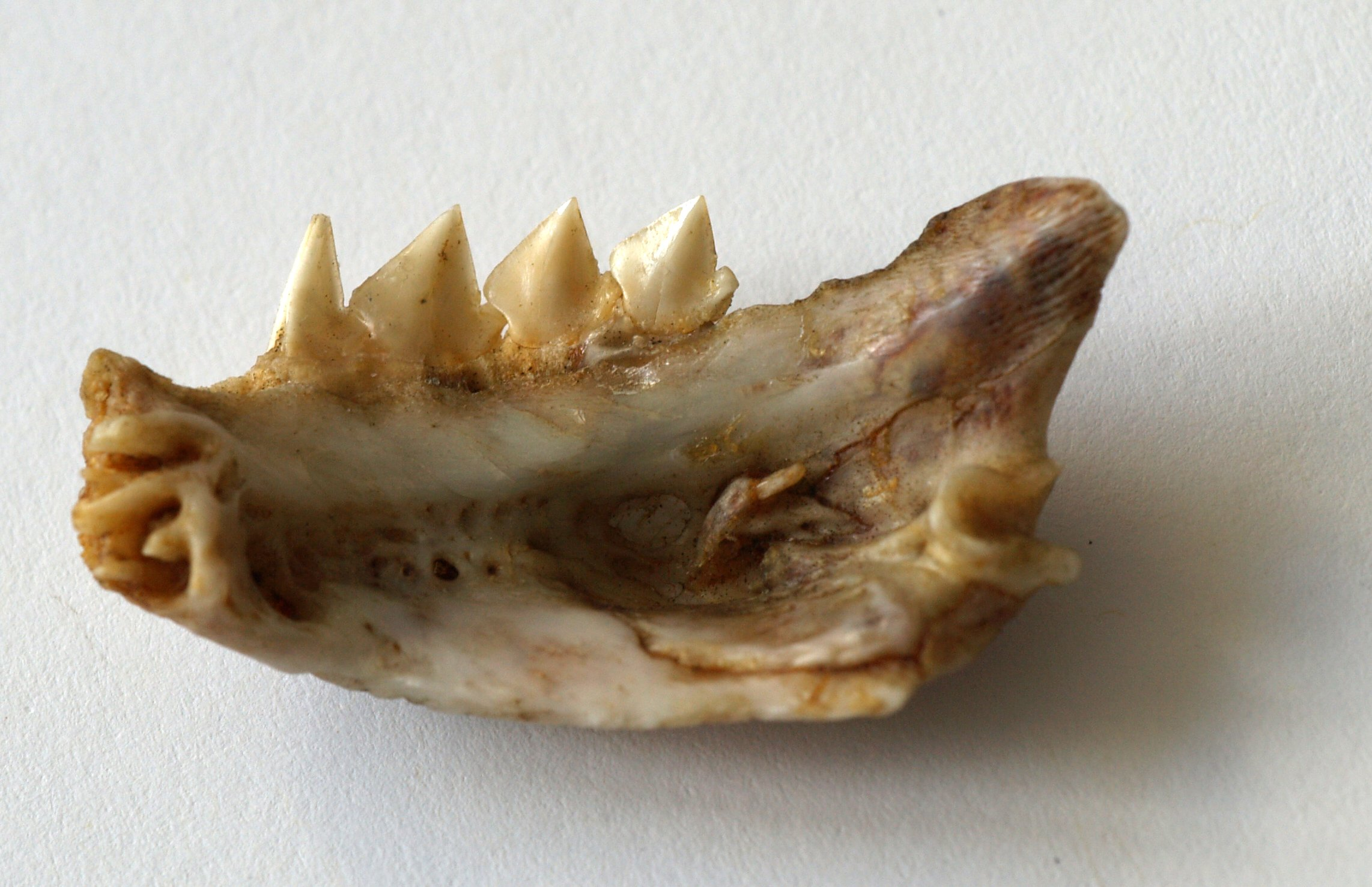
Mandíbula de una piraña.

## Taxonomía
Anteriormente estos peces eran clasificados en la familia Characidae. Ahora, Serrasalminae fue limitada en su contenido genérico, elevándose todo el conjunto en una familia propia: Serrasalmidae.
Pese a las dificultades de clasificación, este grupo está bien definido si se lo compara con otros grupos de peces neotropicales, y hay amplio acuerdo en cuáles son los géneros y especies que deben ser incluidos.

## Distribución
Estos peces provienen de América del Sur. Hay especies distribuidas en todos los sistemas fluviales importantes que drenan hacia el océano Atlántico desde los 10° de latitud N latitud hasta los 35° de latitud S.